# Alexander Staub
Alexander Staub (* Mai 1870 in Katharinenstadt, Russisches Kaiserreich; † 3. Dezember 1963 in Karaganda, Kasachstan, Sowjetunion) war ein russlanddeutscher römisch-katholischer Geistlicher und Märtyrer.

## Leben
Alexander Staub wuchs im Bistum Tiraspol auf. Er studierte Theologie am Priesterseminar Saratow und wurde am 20. März 1894 zum Priester geweiht. Die Stationen seines Wirkens waren: 1894 Louis (Ostrogowka), 1895 Christina, 1897 München, 1898 Pfarrer in Kamenka, 1915 Pfarrer in  Rosental. Hier wurde er 1926 verhaftet, in den Ural deportiert, 1928 freigelassen, 1929 in Rosental erneut verhaftet, erneut in den Ural (Turinsk) deportiert, 1932 freigelassen und 1935 in Tambow erneut verhaftet, diesmal zusammen mit Joseph Kruschinsky, Raphael Loran, Joseph Neugum und Jakob Warth. Er kam in das Zuchthaus Woronesch und wurde zu 10 Jahren Arbeitslager verurteilt. Er war bis 1945 im Gulag Medweschjegorsk und wurde dann nach Süd-Kasachstan verbannt, wo er der Untergrundkirche angehörte. Dort starb er 1963.

## Gedenken
Die Römisch-katholische Kirche in Deutschland nahm Pfarrer Alexander Staub als Märtyrer in das deutsche Martyrologium des 20. Jahrhunderts auf.